# Hans Schulten
Hans Joachim Schulten (* 25. Juli 1899 in Elberfeld; † 5. März 1965 in Köln) war ein deutscher Internist und Hochschullehrer.

## Leben
Nach dem Abitur am humanistischen Gymnasium nahm Schulten ab 1917 am Ersten Weltkrieg teil. Als Gefreiter kam er in englische Kriegsgefangenschaft. Ab 1919 studierte er an der Eberhard Karls Universität Tübingen Medizin. Am 26. Oktober 1919 wurde er im Corps Rhenania Tübingen aktiv. Im März/April 1920 kämpfte er gegen den Ruhraufstand. Er wurde am 12. Mai 1920 recipiert und focht zehn Mensuren. Am 11. Mai 1921 inaktiviert, wechselte er an die Christian-Albrechts-Universität zu Kiel und die Friedrich-Alexander-Universität Erlangen, die ihn 1924 zum Dr. med. promovierte. Bei Otto Naegeli an der Universität Zürich wandte sich Schulten der Hämatologie zu. 1925 ging er an das Allgemeine Krankenhaus Hamburg-Eppendorf. Bei Hugo Schottmüller widmete er sich der klinischen Bakteriologie. Als Oberarzt der II. Medizinischen Klinik habilitierte er sich 1929. Im Jahr darauf wurde er zum Privatdozenten und 1935 zum a.o. Professor ernannt.  
Im November 1933 unterzeichnete Schulten das Bekenntnis der deutschen Professoren zu Adolf Hitler. Ab 1936 amtierte er als Vertrauensarzt beim Hauptamt für Volksgesundheit der NSDAP-Gauleitung Hamburg. 1937 trat er der NSDAP bei. Ferner war er Mitglied im NS-Ärztebund und Sturmarzt der SA (bis 1938). Im Heer (Wehrmacht) war er ab 1937 Assistenzarzt d. R. Die Universität Rostock berief ihn 1938 als Leiter der Medizinischen Poliklinik. Am Zweiten Weltkrieg nahm er ab 1939 als beratender Internist teil, ab 1941 im Deutsch-Sowjetischen Krieg. Zuletzt war er Oberfeldarzt d. R.
1943 erhielt er einen Ruf als o. Professor für Innere Medizin der Universität zu Köln. Hier leitete er die Medizinische Poliklinik sowie die Medizinische Klinik. Nach dem Zweiten Weltkrieg erwarb er sich beim Wiederaufbau der Universitäts-Poliklinik in den Resten des Bürgerhospitals und der Städtischen Krankenanstalten in Köln-Merheim besondere Verdienste. Neben den Anämien waren die klinische Mikrobiologie, die Infektions- und Nierenkrankheiten Schultens Arbeitsfelder. Er veröffentlichte Studien zur Hungerkrankheit und zur Tularämie (Hasenpest). In seinen  letzten Jahren war Schulten zunehmend an psychosomatischen Aspekten innerer Krankheiten,  an  Problemen des Medizinstudiums und ärztlichen Standesfragen interessiert. Er starb mit 65 Jahren im Amt.
Verheiratet war er seit 1926 mit Margarete Laubenburg († 1956) aus Remscheid. Mit ihr hatte er drei Töchter und zwei Söhne. Die zweite Ehe schloss er mit Ilse Wedthoff († 1987).

## Ehrenämter
- Dekan der Medizinischen Fakultät (1949–1950)
- Rektor der Kölner Universität (1954/55)[5]
- Vorstandsmitglied der Rheinisch-Westfälischen Gesellschaft für Innere Medizin
- Vorstandsmitglied der Deutschen Gesellschaft für Innere Medizin
- Vorstandsmitglied der Deutschen Hämatologischen Gesellschaft
- Vorstandsmitglied der Deutschen Gesellschaft für Verkehrsmedizin
- Vorstandsmitglied der Deutschen Gesellschaft für Bluttransfusion
- Vorsitzender des Wissenschaftlichen Beirats der Bundesärztekammer (1956)

## Ehrungen
- Eisernes Kreuz 2. Klasse
- Eisernes Kreuz 1. Klasse
- Ehrenkreuz des Weltkrieges
- Bulgarische Rote Kreuz-Medaille
- Kriegsverdienstkreuz (1939) II. und I. Klasse mit Schwertern
- Offizierskreuz des Ordens Carlos S. Finlay der Republik Cuba (1954)
- Präsident des Deutschen Ärztetages
- Paracelsus-Medaille (1958)
- Wahl in die Deutsche Akademie der Naturforscher Leopoldina (1964)
- Ehrenmitglied der Deutschen Gesellschaft für Hämatologie und Medizinische Onkologie (1964)[6]
- Korrespondierendes Mitglied der Schweizerischen Gesellschaft für Hämatologie
- In Köln-Brück wurde 1969 eine Straße nach ihm benannt.[7]

## Veröffentlichungen (Auswahl)
- mit W. Gaethgens: Was muß der prakische Arzt von der Serologie wissen? (= Klinische Lehrkurse der Münchener medizinischen Wochenschrift. Band 14). Lehmann, München 1936
- Lehrbuch der klinischen Hämatologie, 5 Auflagen, 1939–1953
- Differentialdiagnose und Therapie der Anämien, 1962
- Der Arzt, 1960
- Der Medizinstudent, 1963